# Укропенка
Укро́пенка (бел. Укро́пенка, пол. Ukropianka) — деревня в Сморгонском районе Гродненской области Белоруссии.
Входит в состав Жодишковского сельсовета.
Расположена в восточной части района. Расстояние до районного центра Сморгонь по автодороге — 6,5 км, до центра сельсовета агрогородка Жодишки по прямой — чуть менее 13,5 км. Ближайшие населённые пункты — Завелье, Колпея, Кулеши. Площадь занимаемой территории составляет 0,1900 км², протяжённость границ 2420 м.
Согласно переписи население деревни в 1999 году насчитывало 73 жителя.
Через Укропенку проходит автомобильная дорога республиканского значения Р63 Борисов — Вилейка — Ошмяны. Также из деревни начинается автодорога местного значения Н7824 Укропенка — Колпея — Трилесина.
Через населённый пункт проходят регулярные автобусные маршруты:
- Сморгонь — Вилейка
- Сморгонь — Вишнево
- Сморгонь — Войстом
- Сморгонь — Мицкевичи
- Сморгонь — Ордея
- Сморгонь — Свайгини

На деревенском кладбище Укропенки находятся могилы участников Первой мировой войны. Также рядом с деревней расположен памятник природы — Камень-горка .